# Japón (apellido)

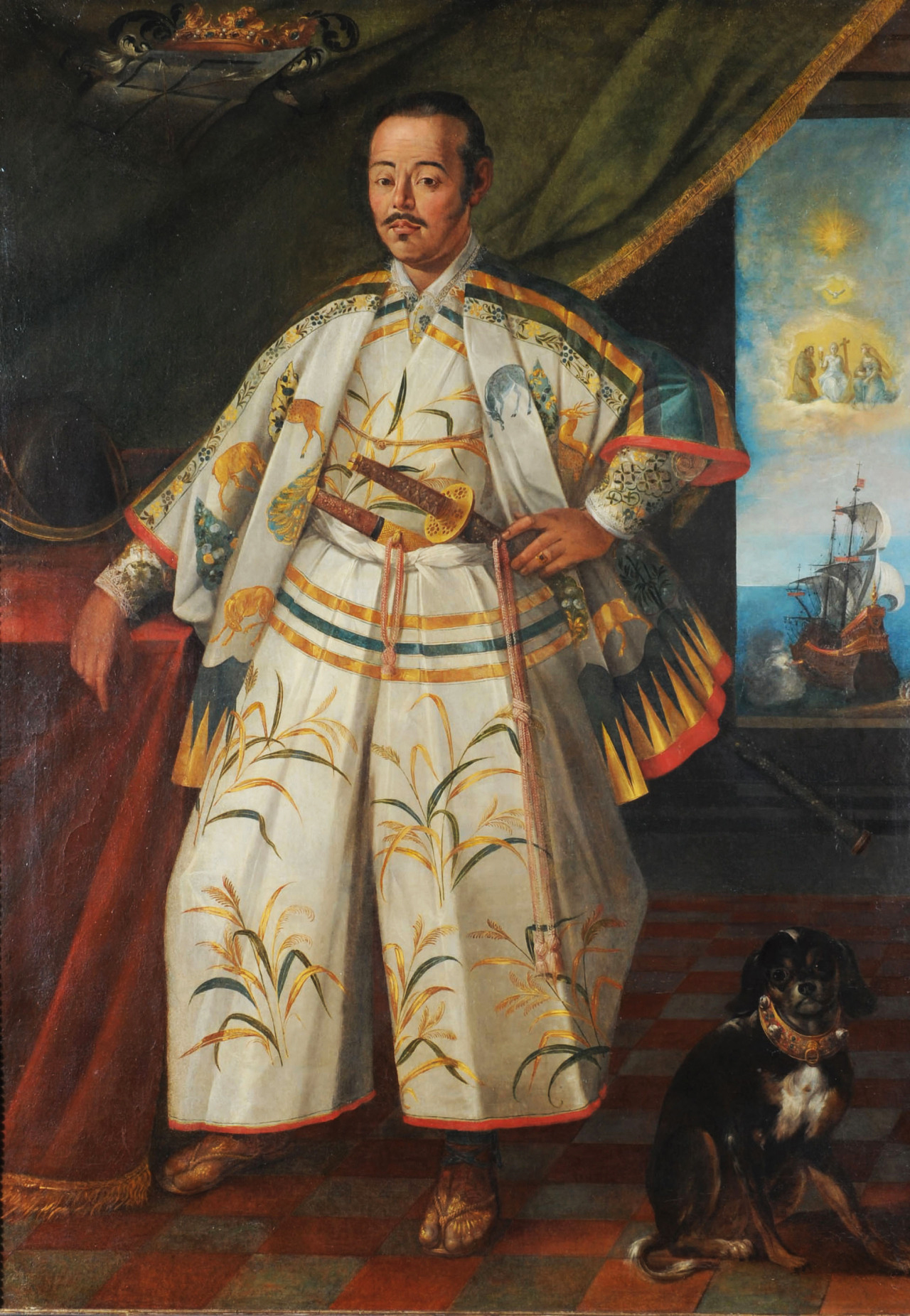
Retrato de Hasekura Tsunenaga, en su misión a Roma en 1615.

El apellido Japón en España, se asocia a la expedición japonesa de principios del siglo XVII  denominada Embajada Keichō y que llegó a España en 1614. Un estudio genético pagado por Japón y liderado por el profesor de la universidad de Nagoya Toshimichi Yamamoto, descartó que hubiese relación genética entre ese apellido y la población japonesa.
El 28 de octubre de 1613, partió desde Sendai (Japón) el galeón llamado Date Maru rumbo a Roma (Italia). Pasó previamente por Acapulco, Veracruz (México) y La Habana (Cuba). Aquella misión fue comandada por el samurái Hasekura Tsunenaga por orden del señor feudal Date Masamune. Su objetivo era visitar al Papa Paulo V y obtener su apoyo financiero y militar. La petición de su acompañante, el franciscano fray Luis Sotelo, era establecer una diócesis en el noreste de Japón, en la región de Tōhoku. La buscada alianza, estaba marcada por los acontecimientos. El nombramiento de Ieyasu Tokugawa como shōgun (1603), endurecería más la política del bakufu contra los misioneros europeos y los cristianos japoneses .
En 1614, la expedición Keichō desembarcó en Sanlúcar de Barrameda y subió el río Guadalquivir hasta Coria del Río. Días después, la comitiva fue recibida por las autoridades de la ciudad de Sevilla. A su regreso, tras su infructuoso encuentro con el Papa y el rey Felipe III , la expedición volvió a descansar en la provincia de Sevilla (Espartinas y Coria del Río). La estancia de aquellos japoneses en tierras andaluzas y todos los hechos históricos acaecidos han generado vínculos entre Andalucía y Japón, y por extensión entre España y el país del sol naciente. 
En España, el apellido Japón está vinculado a los expedicionarios japoneses del siglo XVII. Esto es una hipótesis que aún no ha podido ser demostrada, ni contratada por ninguna investigación. Muchos de ellos se quedaron en México, Cuba, Francia e Italia. Otros llegaron a España y estuvieron en Coria del Río, Sevilla y  Espartinas. En junio de 1616 Hasekura Tsunenaga puso de nuevo rumbo a Japón vía México y Filipinas.